# شاهدخت قو (موسیقی متن)
شاهدخت قو: موسیقی از فیلم سینمایی (به انگلیسی: The Swan Princess: Music from the Motion Picture) موسیقی متن شاهدخت قو (۱۹۹۴) است. تک‌آهنگ «فراتر از ابدیت» اجراشده توسط رجینا بل و جفری آزبرن، نامزد جایزهٔ گلدن گلوب برای بهترین ترانهٔ غیراقتباسی شد.

## فهرست ترانه‌ها
| شماره      | نام                                                                | هنرمند | مدت   |
| ---------- | ------------------------------------------------------------------ | --- | ----- |
| ۱.         | «مقدمه - Prologue» (موسیقی)                                        | لکس دو آزودو، لری بستین، دیوید زیپل و لری شوارتز | ۳:۰۴  |
| ۲.         | «این ایده‌آل من است - This is my Idea»                              | سندی دانکن، داکین متیوز، هاوارد مک‌گلین، لیز کالاوی، آدام وایلی، جی.دی. دنیلز، وس بروور، ادرین ظهیری، لاریسا اولینیک، آلیسا نوردبرگ و استیون استوارت | ۶:۰۹  |
| ۳.         | «تمرین، تمرین، تمرین - Practice, Practice, Practice»               | پل اینزلی، ریک استونبک، تام آلن رابینز، لنی ولپ و سندی دانکن                                                                                        | ۲:۲۳  |
| ۴.         | «فراتر از ابدیت - Far Longer than Forever»                         | لیز کالاوی و هاوارد مک‌گلین | ۲:۲۳  |
| ۵.         | «ترسی نیست - No Fear»                                              | لیز کالاوی، استیو وینوویچ، جاناتان هادری، دیوید زیپل، لکس دو آزودو، لری بستین و لری شوارتز                                                          | ۳:۳۷  |
| ۶.         | «دیگر آقای خوب بس است - No more Mr. Nice Guy»                      | لکس دو آزودو | ۲:۴۰  |
| ۷.         | «شاهدخت‌ها در نمایش باشکوه - Princesses on Parade»                  | دیویس گینز و مارک هیرلیک | ۴:۰۹  |
| ۸.         | «فراتر از ابدیت - Far Longer than Forever»                         | رجینا بل و جفری آزبرن | ۳:۴۶  |
| ۹.         | «دیگر آقای خوب بس است - No more Mr. Nice Guy»                      | دکتر جان | ۳:۰۰  |
| ۱۰.        | «کاخ طلسم‌شده - The Enchanted Castle» (موسیقی)                      | لکس دو آزودو | ۲:۱۴  |
| ۱۱.        | «اینطور که به نظر می‌رسد نیست - It's not what it seems» (موسیقی)    | لکس دو آزودو | ۱:۴۹  |
| ۱۲.        | «درک، اودت را پیدا می‌کند - Derek finds Odette» (موسیقی)            | لکس دو آزودو | ۱:۴۷  |
| ۱۳.        | «دو الیگاتور - Gator-Aid» (موسیقی)                                 | لکس دو آزودو | ۲:۵۱  |
| ۱۴.        | «اودت پرواز می‌کند/درک می‌دود - Odette flies/Derek gallops» (موسیقی) | لکس دو آزودو | ۱:۱۴  |
| ۱۵.        | «تیتراژ پایانی - End Credits» (موسیقی)                             | لکس دو آزودو | ۱:۲۲  |
| ۱۶.        | «همیشگی - Eternity»                                                | رؤیاها به واقعیت می‌پیوندند | ۴:۰۹  |
| مجموع مدت: | مجموع مدت:                                                         | مجموع مدت: | ۴۵:۰۷ |

- ترانهٔ کوتاهی به نام «ترسی نیست (بازخوانی) - No Fear (Reprise)» که در میان ترانهٔ «شاهدخت‌ها در نمایش باشکوه» در فیلم خوانده شده‌است، در این آلبوم خوانده نشده‌است.
- ترانه‌ای محذوف به نام «برای همیشه در دلم - Forever in my Heart» سرانجام به «فراتر از ابدیت» تبدیل شد.
- ترانه‌ای محذوف به نام «ترانهٔ روثبارت - Rothbart's Song» (که همچنین به عنوان «آواز کاخ - Song of the Castle» شناخته می‌شود) سرانجام به «دیگر آقای خوب بس است» تبدیل شد.
- ترانه‌ای محذوف به نام «به دنبالش برو - Go for it» سرانجام به «ترسی نیست» تبدیل شد.

## فهرست ترانه‌های موسیقی متن کلاسیک پویانمایی
1. «مقدمه (Prologue)» - ۳:۰۳
2. «این ایده‌آل من است (This is my Idea)» - ۶:۰۸
3. «روثبارت به پادشاه ویلیام حمله می‌کند (Rothbart Attacks King William)» - ۱:۳۱
4. «تمرین، تمرین، تمرین (Practice, Practice, Practice)» - ۲:۲۲
5. «کاخ طلسم‌شده (The Enchanted Castle)» - ۲:۱۲
6. «فراتر از ابدیت (Far Longer than Forever)» - ۲:۲۴
7. «ژان-باب (Jean-Bob's Theme)» - ۱:۰۱
8. «ترسی نیست (No Fear)» - ۳:۳۵
9. «اینطور که به نظر می‌رسد نیست (It's not what it seems)» - ۱:۴۵
10. «درک، اودت را پیدا می‌کند (Derek finds Odette)» - ۱:۴۴
11. «دیگر آقای خوب بس است (No more Mr. Nice Guy)» - ۲:۳۷
12. «شاهدخت‌ها در نمایش باشکوه (Princesses on Parade)» - ۴:۰۴
13. «دو الیگاتور (Gator-Aid)» - ۲:۴۸
14. «اودت پرواز می‌کند/درک می‌دود (Odette flies/Derek gallops)» - ۱:۴۰
15. «تیتراژ پایانی (End Credits)» - ۱:۳۱
16. «همیشگی (Eternity)» - ۳:۲۸

## دست‌اندرکاران
موسیقی توسط لکس دو آزودو
ترانه‌ها: موسیقی توسط لکس دو آزودو؛ متن توسط دیوید زیپل
«همیشگی» نوشتهٔ ماساتو ناکامورا، میوا یوشیدا، مایک پلا و دیوید زیپل
مسئول اجرایی موسیقی در نیو لاین سینما: توبی امریک